# Improvisation (Louis Aubert)
Pour les articles homonymes, voir Improvisation.
Improvisation est une œuvre de Louis Aubert pour deux guitares, composée en 1959 et 1960 à l'intention d'Ida Presti et Alexandre Lagoya. La partition est publiée la même année par les éditions Ricordi.

## Composition
Louis Aubert compose Improvisation en deux mouvements (Lento espressivo et Allegretto) pour deux guitares en 1959 et 1960, à l'intention des guitaristes Ida Presti et Alexandre Lagoya. La partition est publiée la même année par les éditions Ricordi.

## Postérité
Marcel Landowski et Guy Morançon s'amusent de la lenteur de Louis Aubert : en comparaison d'autres œuvres ambitieuses, composées sur commande et assez rapidement, comme Offrande et Le Tombeau de Chateaubriand, « si l'on demandait aux célèbres guitaristes Ida Presti et Alexandre Lagoya ce qu'ils pensent à ce sujet, ils manifesteraient leur opinion par un sourire plus éloquent que des paroles, car la pièce que le compositeur leur destinait en 1959 et qu'il écrivit cependant avec autant de plaisir que d'intérêt, resta pendant de longs mois à l'état de projet, nonobstant la demande plusieurs fois réitérée des récitalistes. Et cette pièce s'appelait… Improvisation ! »

## Discographie
- Gruber & Maklar, Zeitgenössische Werke für zwei Gittarren, Signum SIG X68-00, 1996.

### Monographies
- Marcel Landowski et Guy Morançon (préface de Henry Barraud), Louis Aubert, musicien français, Paris, Durand & Cie, 1967, 98 p.

### Articles
- Vladimir Jankélévitch, Premières et Dernières Pages : Louis Aubert, Paris, Seuil, 1994 (1re éd. 1974), 318 p. (ISBN 2-02-019943-2 et 978-2-02-019943-8), p. 290-298